# Emil Niemiec
Emil Niemiec (ur. 2 sierpnia 1895 w Stryju, zm. 26 stycznia 1989 w Grudziądzu) – major piechoty Wojska Polskiego.

## Życiorys
Urodził się w Stryju, rodzinie Jana, kolejarza, a następnie właściciela warsztatu blacharskiego, i Heleny z domu Małaniak. Miał czworo rodzeństwa. Siostra Stefania była nauczycielką w Woli Rusinowskiej. Zmarła w 1914 roku na tyfus plamisty, pracując jako pielęgniarka w Szpitalu Wojskowym u Bonifratrów w Krakowie. Druga siostra Maria zmarła w 1912 roku w Stryju. Trzecia siostra Kamilla, nauczycielka, była żoną kapitana Jana Macieja Jasielskiego. Zmarła w 1987 roku w Poznaniu. Brat Gustaw Marian był legionistą, naczelnikiem Straży Pożarnej w Kołomyi. W 1942 roku został rozstrzelany przez hitlerowców w Szeparowcach.
Emil w 1914 roku wstąpił do Legionu Wschodniego sformowanego we Lwowie przez Sikorskiego, Hallera i Fijałkowskiego, w którym służył do jego rozwiązania we wrześniu 1914 w Mszanie Dolnej. Następnie przebywał w Budapeszcie. Powtórnie zgłosił się w 1915 roku do II Brygady Legionów Polskich. Służył w kompanii narciarskiej dowodzonej przez rotmistrza Mariusza Zaruskiego. Awansowany na kaprala, stopień ten zachował przez cały okres I wojny światowej. Walczył w rejonie Siedmiogrodu. Następnie wraz z Legionami przez Bukowinę dotarł do Galicji. W Kutach przekroczyli Prut. Kompanię narciarską rozformowano, a jej plutony wcielono do II batalionu 3 pułku piechoty Legionów Polskich. Wraz z plutonem służył w Czerniowcach, Sadagórze, pod Rarańczą i Rokitną, gdzie przebiegała linia obrony. Pluton III 7 kompanii, w której służył został przydzielony jak ochrona artylerii austriackiej (fortecznej) z Krakowa. Następnie II Brygada została przeniesiona na Wołyń do Kowla, Maniewicz, Kostiuchnówki. W czasie walk wraz z innymi żołnierzami dostał się do niewoli rosyjskiej. Przebywał w miejscowości Orzeł, gdzie pracował w gospodarstwie rolnym. Za pomoc w ucieczce oficerowi austriackiemu przesiedział 3 miesiące w więzieniu w Bołchowie. Przeżył bunt więźniów. Z więzienia został zwolniony podczas rewolucji lutowej. Do domu wrócił w 1918 roku przez Charków, idąc od Charkowa pieszo.
Po zdaniu matury w 1919 roku wstąpił do Szkoły Podchorążych w Warszawie. Awansował na plutonowego. Do wybuchu II wojny światowej służył w wojsku. 1 stycznia 1920 roku mianowany podporucznikiem piechoty w baonie zapasowym 36 pułku piechoty. Służył jako instruktor w Ostrowi Mazowieckiej, szkolił żołnierzy 19 pułku piechoty Odsieczy Lwowa w Gródku Jagiellońskim. Następnie był dowódcą kompanii podoficerskiej 64 pułku piechoty w składzie 16 Pomorskiej Dywizji Piechoty w Grudziądzu. W 1923 roku otrzymał awans na porucznika. W 1925 roku w 8 pułku saperów w Toruniu. Został awansowany na kapitana piechoty ze starszeństwem z dniem 1 lipca 1925. 12 maja 1926 roku w ramach działań wojskowych związanych z zamachem majowym przybył do Ożarowa pod Warszawą. Generał Kazimierz Ładoś dowodzący wojskiem opowiedział się po stronie prezydenta Wojciechowskiego. Odmówił jednak ataku na Warszawę bez pisemnego rozkazu. Po przejęciu władzy przez marszałka Piłsudskiego wojsko powróciło do garnizonu.
W czerwcu Emil Niemiec oddelegowany został do Kartuz jako Komendant Powiatowy Wychowania Fizycznego i Przysposobienia Obronnego. Następnie służył na podobnym stanowisku w Wejherowie. Od 1929 roku czynnie uczestniczył w budowie strzelnicy i stadionu sportowego na Wzgórzu Wolności w Wejherowie. Od końca 1930 roku w 2 batalionie strzelców w Tczewie. Od 1937 roku był komendantem 65 Obwodu Przysposobienia Wojskowego i dowódcą Starogardzkiego Batalionu Obrony Narodowej. Na stopień majora został mianowany ze starszeństwem z 19 marca 1938 i 10. lokatą w korpusie oficerów piechoty.
W czasie kampanii wrześniowej 1939 roku dowodzony przez niego batalion został podporządkowany dowódcy 209 pułku piechoty. Przeszedł szlak Opalenie k. Gniewu → Sartowice (przeprawa przez Wisłę) → Chełmża → Toruń → Włocławek → Gostynin → Gąbin → Łasice → Warszawa. Mimo poniesionych strat, jako jeden z nielicznych dowódców wyprowadził swój oddział jako zwartą jednostkę. Okres II wojny światowej spędził w obozach Hohnstein, Arnswalde i Grossborn. W oflagu IV A miał numer 48526. W obozie pełnił między innymi funkcję dowódcy kompanii oficerskiej w skład, której wchodzili oficerowie grający w teatrze obozowym (por. Słotwiński, ppor. Bolesław Płotnicki), założonym przez Leona Kruczkowskiego.
Po wyzwoleniu Emil Niemiec nie został przyjęty do wojska. Otrzymał propozycję pracy w Komendzie Głównej Milicji Obywatelskiej. Pracował tam od 24 lutego 1945 do 30 listopada 1949 w stopniu podpułkownika. Prowadził działalność szkoleniową i instruktażową. Za zgodą komendanta MO w 1947 roku zmienił nazwisko „Niemiec” na Niemczyński do czas przeprowadzenia formalnej zmiany przez sąd. W 1948 roku zachorował na dur plamisty. Po leczeniu szpitalnym i rekonwalescencji przeszedł do cywila. Był bezpartyjny. Po przejściu do cywila pracował w Centralnym Zarządzie Przedsiębiorstw Usługowych „Orbis” w Warszawie do 1954 roku. Okres rekonwalescencji w Grudziądzu to lata 1954–1960. Po śmierci żony w listopadzie 1959 roku wyjechał do Szczawna-Zdroju. W Uzdrowisku Szczawno – Jedlina podjął pracę instruktora kulturalno-oświatowego. Po przejściu na emeryturę mieszkał kolejno u córek w Konstancinie i Grudziądzu, gdzie zmarł i został pochowany na tamtejszym cmentarzu.
Emil Niemiec był żonaty z Franciszką Żmura z Grudziądza, z którą miał dwie córki: Marię po mężu Szotek i Urszulę Teresę po mężu Stachowską.

## Ordery i odznaczenia
- Krzyż Niepodległości (15 kwietnia 1932)[9][6]
- Złoty Krzyż Zasługi (25 maja 1939)[10][6]
- Srebrny Krzyż Zasługi (10 listopada 1928)[11][6]